# Asus ZenFone

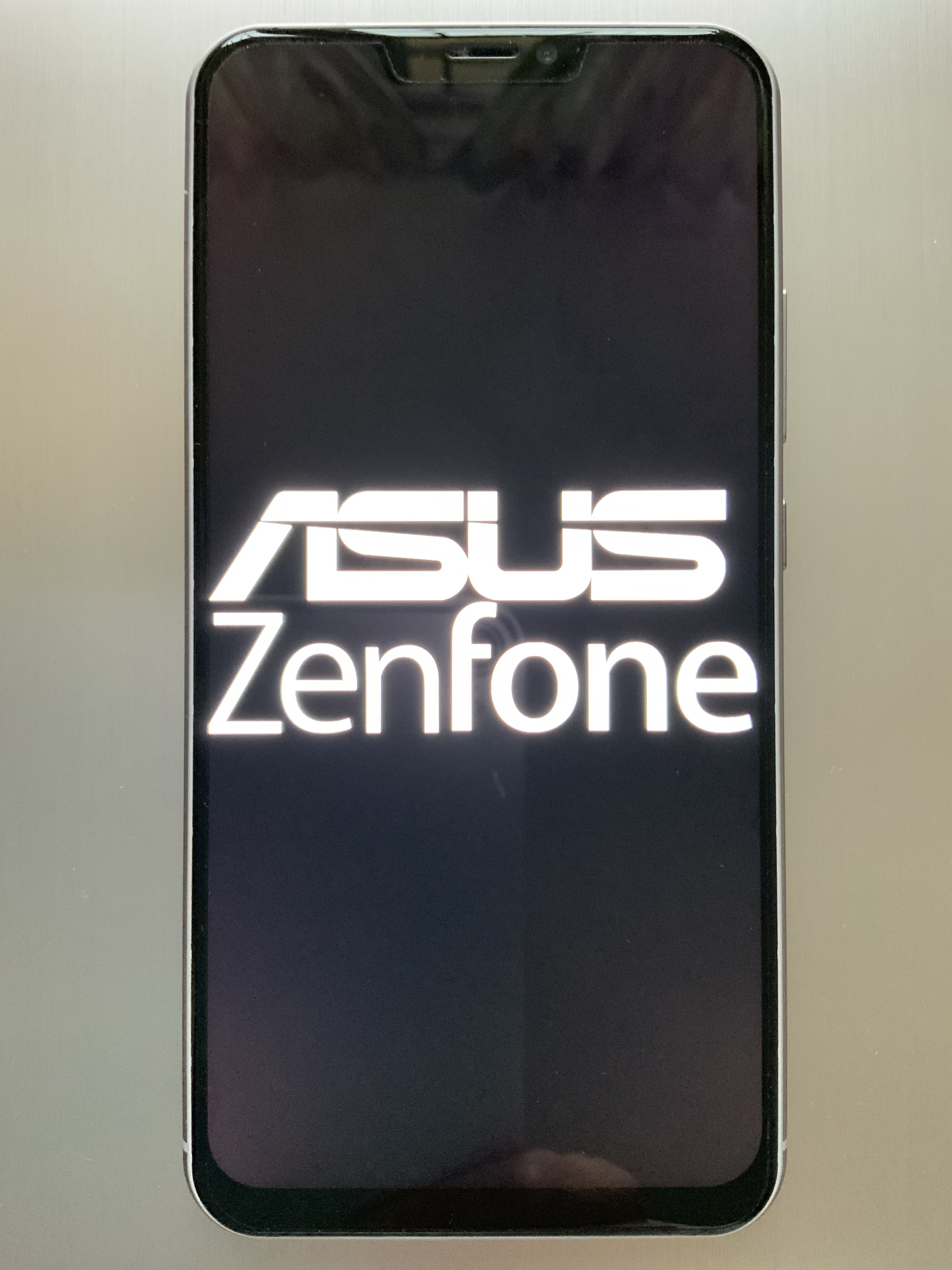
Parte frontal de um Asus ZenFone 5.

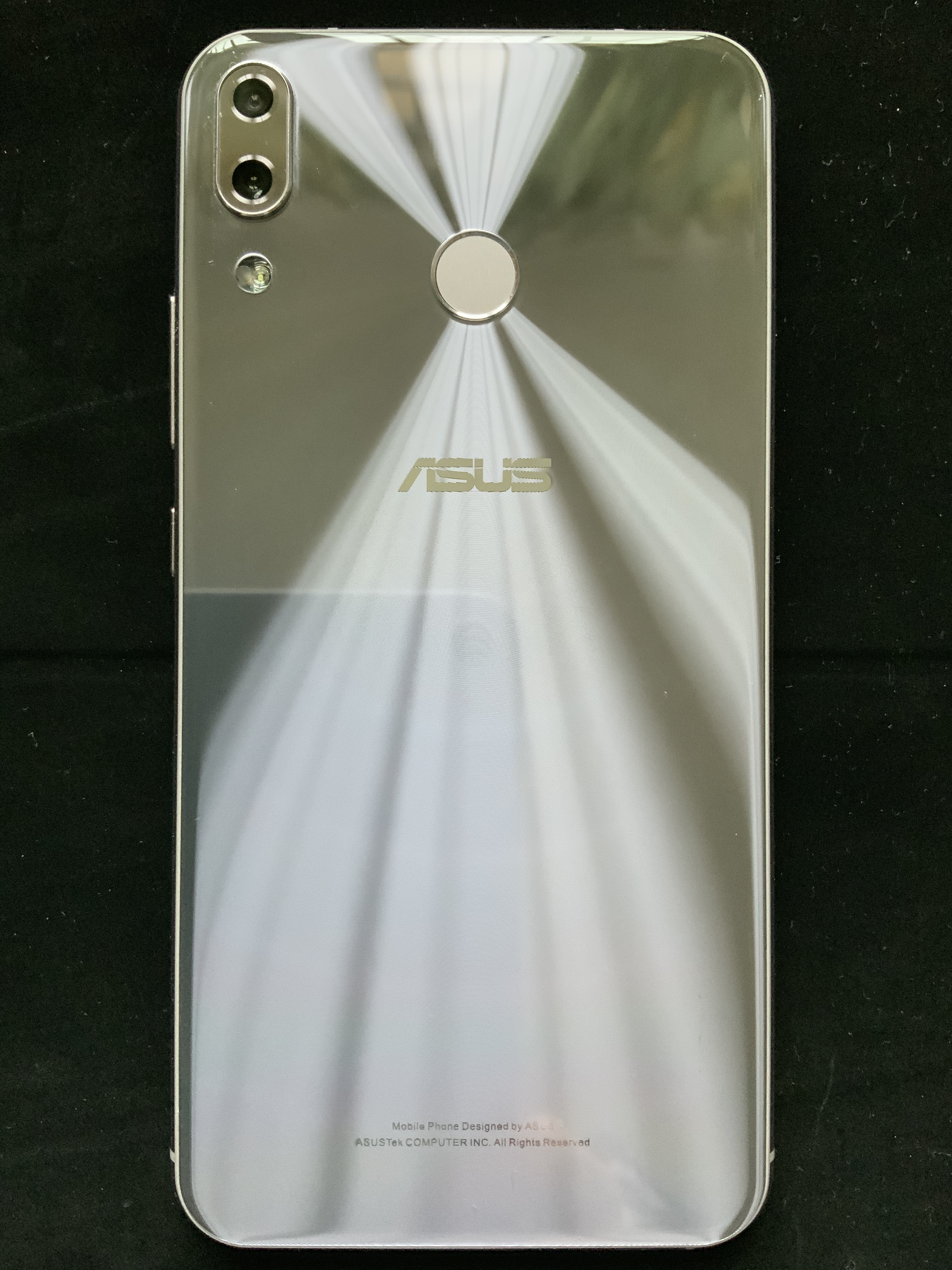
Parte traseira de um Asus ZenFone 5.

O ASUS ZenFone é uma série de smartphones com Sistema operacional Android, produzido e vendido pela ASUS. A linha foi anunciada na Consumer Electronics Show 2014 em Las Vegas, Nevada. A linha ZenFone contava até a segunda geração com processadores Intel Atom, e com a interface Asus Zen UI.

## Primeira Geração (2014)
- ZenFone 4 (Não lançado no Brasil)
- ZenFone 4.5 (Não lançado no Brasil)

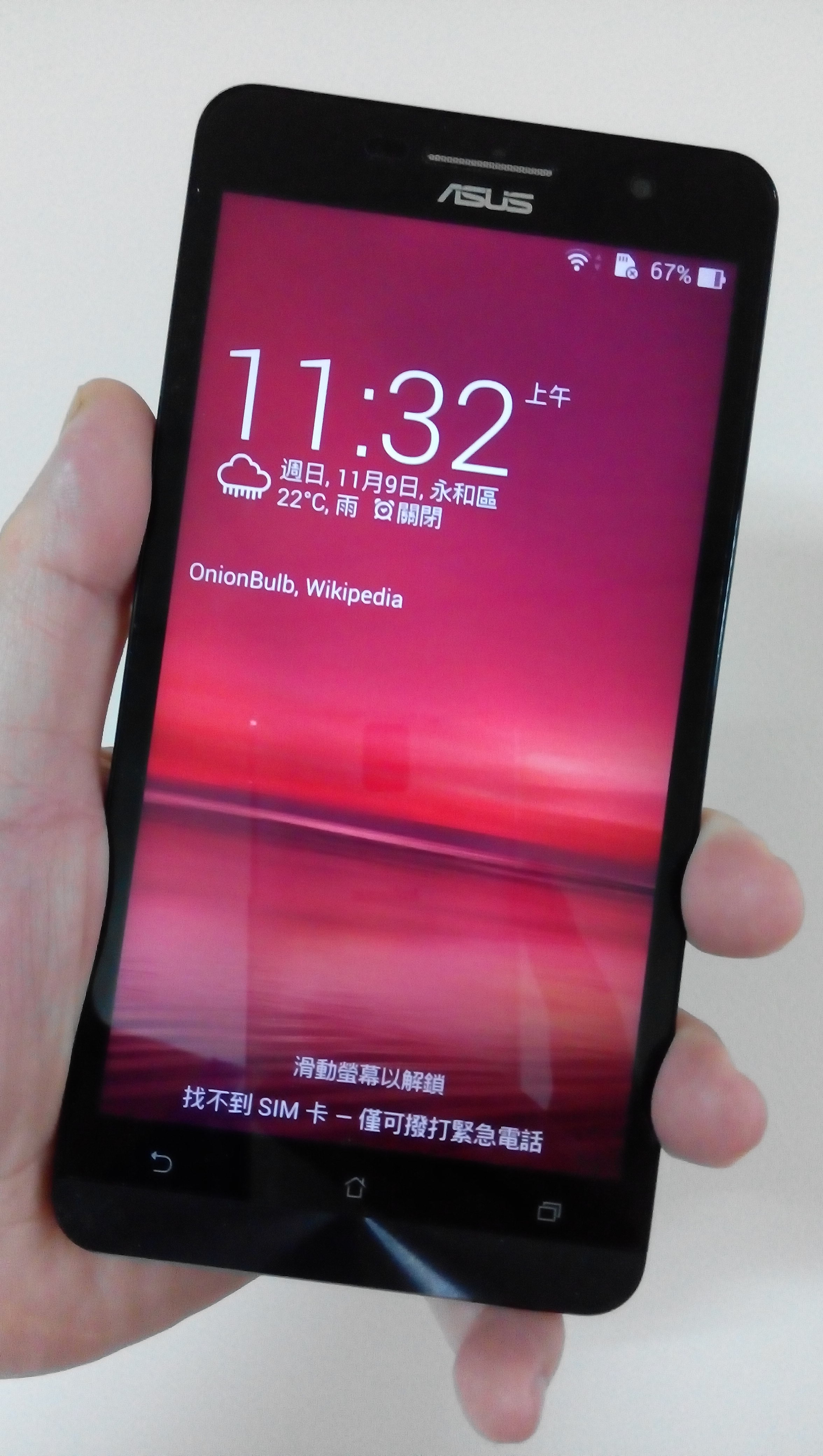
ZenFone 6

- ZenFone 5  [2]

- ZenFone 6

## Segunda Geração (2015)

### ZenFone 2

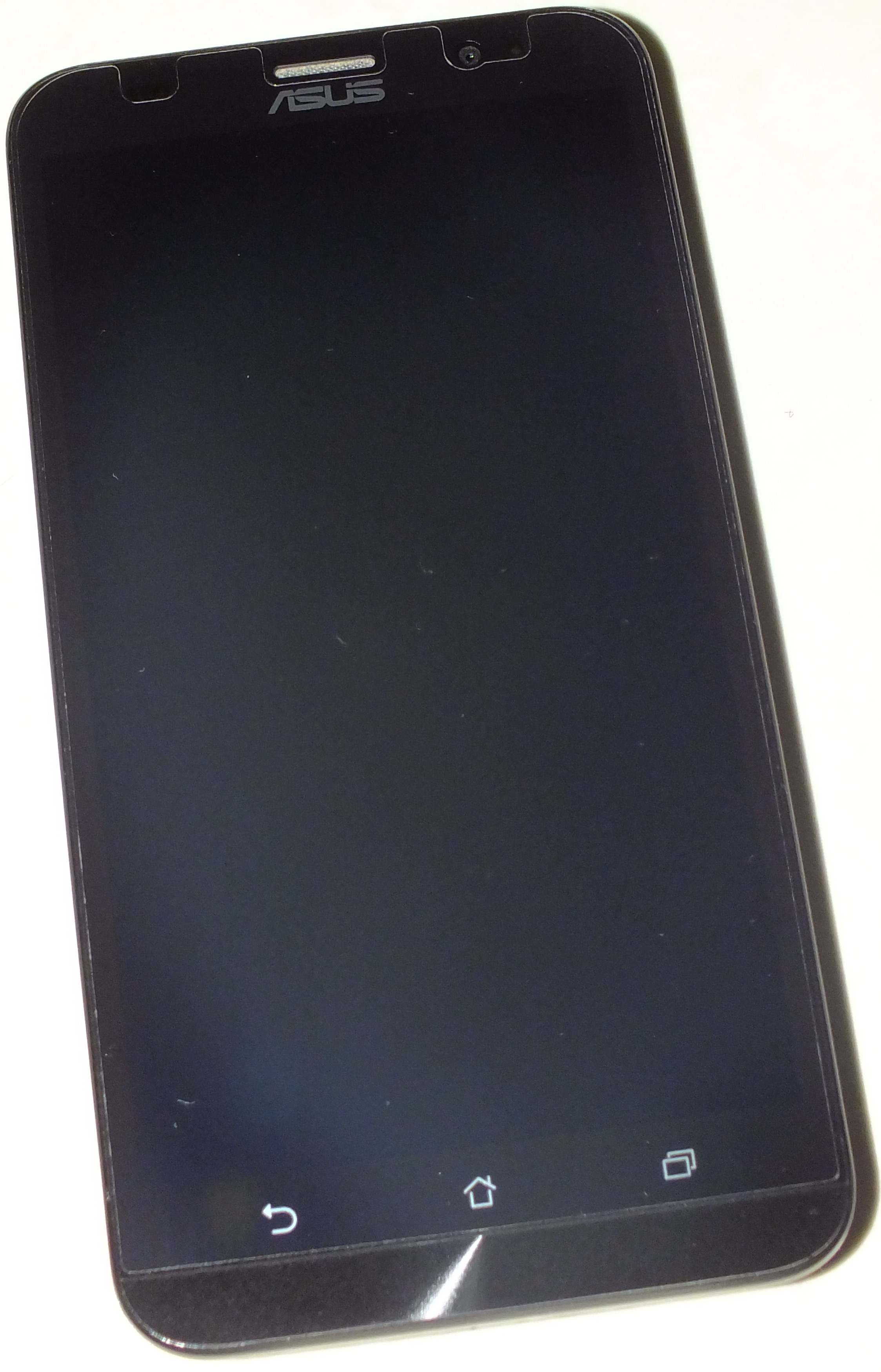
ZenFone 2 (ZE551ML) com 4 GB RAM

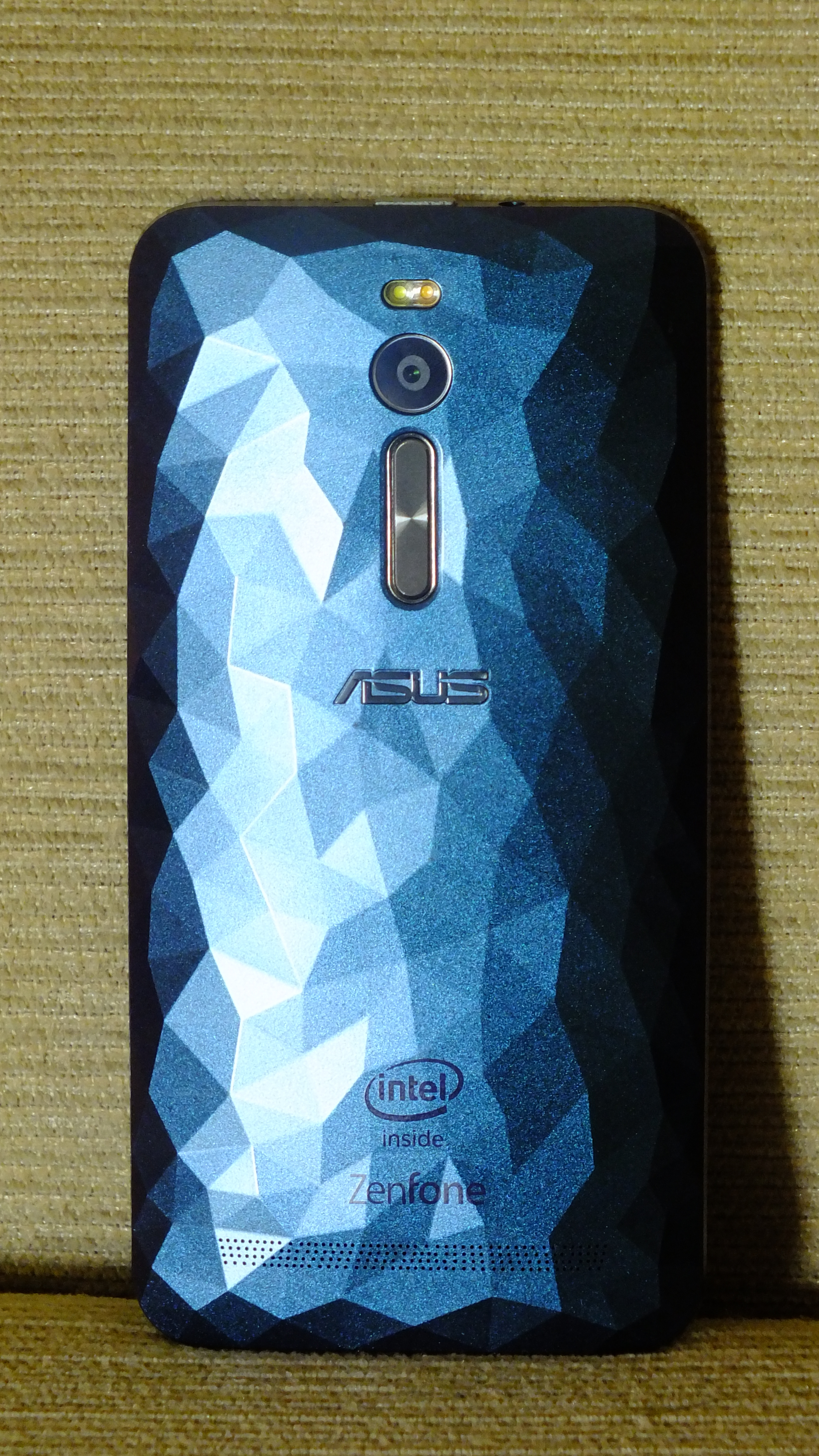
ZenFone 2 Deluxe (ZE551ML)

#### Modelos
- Asus ZenFone 2 / ZenFone 2 Deluxe (ZE551ML) [3]
- Asus ZenFone 2 (ZE550ML)
- Asus ZenFone Selfie (ZD551KL)
- Asus ZenFone Max (ZC550KL)
- Asus ZenFone 2 Laser (ZE601KL)
- Asus ZenFone 2 Laser (ZE550KL/ZE551KL)
- Asus ZenFone 2 Laser (ZE500KL / ZE500KG)
- Asus ZenFone 2 (ZE500CL)
- Asus ZenFone Go (ZC500TG)
- Asus Zenfone Go (ZB551KL)
- Asus ZenFone C (ZC451CG)
- Asus ZenFone Zoom (ZX551ML)

## Terceira Geração (2016)

### Asus ZenFone 3

#### Modelos
- Asus ZenFone 3 (ZE520KL)[4]
- Asus ZenFone 3 (ZE552KL)
- Asus ZenFone 3 Deluxe (ZS570KL)
- Asus ZenFone 3 Ultra (ZU680KL)
- Asus ZenFone 3 Laser (ZC551KL)
- Asus ZenFone 3 Max (ZC520TL)
- Asus ZenFone 3 Max (ZC553KL)
- Asus ZenFone 3 Zoom (ZE553KL)

## Quarta Geração (2017)

### Asus ZenFone 4

#### Modelos
- Asus ZenFone 4 (ZE554KL)
- Asus ZenFone 4 Max (ZC520KL)
- Asus ZenFone 4 Max (ZC554KL)
- Asus ZenFone 4 Pro (ZS551KL)
- Asus ZenFone 4 Selfie (ZD553KL)
- Asus ZenFone 4 Selfie Lite (ZB520KL)
- Asus ZenFone 4 Selfie Lite (ZB553KL)
- Asus ZenFone 4 Selfie Pro (ZD552KL)
- Asus ZenFone Live (ZB501KL)
- Asus ZenFone Live (ZB553KL)

## Quinta Geração (2018)

### Asus ZenFone 5 (2018)

#### Modelos
- Asus ZenFone 5 (ZE620KL)
- Asus ZenFone 5 Z (ZS620KL)
- Asus ZenFone 5 Max Pro (M1)
- Asus ZenFone 5 Pro ()
- Asus ZenFone 5 Selfie ()
- Asus ZenFone 5 Selfie Pro (ZC600KL)